# Luiz Gustavo
Luiz Gustavo Dias (Pindamonhangaba, Brazília, 1987. július 23. –) brazil labdarúgó, védekező középpályás. A brazil São Paulo játékosa, szerződése 2024. január elsejétől lesz érvényes.

## Pályafutása

### Klubcsapatokban

#### Hoffenheim
2007. augusztus 31-én kölcsönbe szerződött a Hoffenheimhez. 2008-ban lejárt a szerződése, de leszerződött a klubhoz 2011 nyaráig.

#### Bayern München
2011. január 3-án aláírt egy négy és fél éves szerződést a Bayern Münchennel, 2015. június 30-ig. A VfL Wolfsburg ellen debütált, ahol csereként állt be. A mérkőzés végeredménye 1–1 lett. Február 26-án szerezte első gólját a klubban a Borussia Dortmund ellen 1–3-ra elveszített hazai mérkőzésen.
Első teljes szezonjában a Bayernnél összesen 46 mérkőzést játszott. 2012. május 12-én a német kupa döntőjében a középpálya közepén kezdték, de a félidőben lecserélték Thomas Müllerre, a Bayern pedig 5–2-re kikapott a Dortmundtól.
A 2012–13-as szezont elején megnyerték a német szuperkupát 2–1-re. Összesen 22 meccsen négyszer volt eredményes. Az évadban balhátvédként kezdte, de a Bayern csapatában a védekező középpályás poszt vált számára az elsődlegessé. Mindent megnyert a klubbal, amit csak lehetett; a Bundesliga ötvenedik szezonját, a német kupát és a Bajnokok Ligáját is.

#### VfL Wolfsburg
2013. augusztus 16-án a VfL Wolfsburg 17,5 millió euróért szerződtette 2018-ig Gustavót. Másnap debütált a Schalke elleni 4–0-s győzelemmel a Volkswagen Arénában. Egy héttel később, következő találkozóján piros lapot kapott és csapata 0–2-re kikapott Mainz ellenfeleként. Szeptember 14-én, amikor visszatért a Bayer Leverkusen ellen 1–3-ra elszenvedett találkozón, szintén kiállították. Összesen 29 meccsen 4 gólt szerzett, a Wolfsburg pedig az 5. helyen végzett az idényben, így automatikusan bejutott az Európa-liga következő éves csoportkörébe. 2014. április 19-én pedig harmadik piros lapját is megkapta a Hamburger SV ellen 3–1-re megnyert mérkőzésen.
Öt meccsen négyszer volt eredményes második szezonjában. 2015. április 29-én ő is betalált az Arminia Bielefeld ellen 4–0-ra megnyert német kupa elődöntőben. Május 30-án a döntőben a Borussia Dortmund ellen 3–1-re nyert összecsapáson szintén eredményes volt.
2017. április 29-én pályafutása során nyolcadszor állították ki, amikor 6–0-ra vereséget szenvedett korábbi klubjától, a Bayern Münchentől, így a Bundesliga történetének legtöbb piros lapját begyűjtő labdarúgója lett Jens Nowotnyval közösen.

#### Marseille
2017. július 4-én 8 millió eurós díj ellenében a francia Olympique de Marseille-hez szerződött, miután egy évtizedet töltött el a német Bundesligában. Négy évre szóló megállapodást kötött, 750 ezer eurós havi fizetéssel, amellyel a keret legjobban kereső játékosa lett. Huszonhárom nappal később debütált a belga KV Oostende ellen 4–2-re megnyert hazai mérkőzésen az Európa-liga-selejtezőkörének harmadik fordulójában.
Augusztus 6-án debütált a Ligue 1-ben a Dijon elleni hazai, 3–0-s sikerben. Október 1-jén megszerezte első gólját, amellyel segítette az egyesületet a 4–2-re nyert találkozón a Nice ellen. Később kiállították a Pierre Lees-Melou ellen elkövetett szabálytalankodása miatt. Három héttel később a Le Classique-ban, amikor visszatért, ismét gólt szerzett a nagy rivális Paris Saint-Germain elleni 2–2-es döntetlenben.
Folyamatosan jelen volt a 2017–18-as Európa-ligában, a Marseille mind a 19 mérkőzésén és végigjátszotta a döntőt, ahol 3–0-ra kikaptak a spanyol Atlético Madridtól. Első franciaországi szezonjában 56 hivatalos mérkőzésen lépett pályára. Az év végén beválasztották az "UNFP Ligue 1 Év csapatába" is.

#### Fenerbahçe
2019. szeptember 2-án négyéves megállapodást kötött a török Fenerbahçe csapatával. Szeptember 16-án debütált az Alanyaspor elleni, idegenbeli 3–1-es vereségben. Október 26-án szerezte első gólját a Konyaspor ellen 5–1-re megnyert hazai mérkőzésen. Első szezonjában 32 meccset játszott és 3 gólt és 1 gólpasszt szerzett.
Második szezonjában a Fenerbahçe egyik csapatkapitány-helyettesének nevezték ki. 2020. október 18-án először volt a Fenerbahçe csapatkapitánya a Göztepe elleni 3–2-es győzelem során.

#### en-Naszr
2022. július 24-én a szaúd-arábiai en-Naszrhoz csatlakozott egyéves szerződéssel, ahol újra együtt dolgozhatott korábbi edzőjével, Rudi Garciával.

### A válogatottban
2011. augusztus 10-én debütált Brazília válogatottjának színeiben, a második félidőben csereként a Németország elleni barátságos mérkőzésen. Tagja volt Luiz Felipe Scolari 23 fős keretének a 2013-as konföderációs kupán és a teljes 90 percet végigjátszotta, amikor Brazília június 30-án legyőzte a világbajnok Spanyolországot a döntőben a Maracanã Stadionban. Szeptember 7-én, még ebben az évben megszerezte első gólját egy Ausztrália elleni barátságos találkozón.
A 2014-es világbajnokság alatt a sárga lapok halmozódása miatt nem lehetett ott a Kolumbia elleni negyeddöntőben. Eredetileg behívták a 2015-ös chilei Copa Américára, de visszalépett térdsérülése miatt és végül Fred került be helyette.

## Statisztika

### A válogatottban
2016. március 30-án frissítve.
| Brazília | Brazília | Brazília |
| Év       | Mérkőzés | Gól      |
| -------- | -------- | -------- |
| 2011     | 2        | 0        |
| 2012     | 0        | 0        |
| 2013     | 14       | 1        |
| 2014     | 15       | 0        |
| 2015     | 7        | 1        |
| 2016     | 3        | 0        |
| Összesen | 41       | 2        |